# Chimborazo
Chimborazo – szczyt pochodzenia wulkanicznego (wygasły stratowulkan) w Andach (Kordyliera Zachodnia – Cordillera Occidental). Najwyższy szczyt Ekwadoru, położony w centralnej jego części na północny wschód od Guayaquil, o wysokości 6263,47 m n.p.m. Góra jest objęta parkiem narodowym Sangay. Mimo iż Chimborazo leży prawie na równiku, jego szczyt pokryty jest lodowcami (granica wiecznego śniegu przebiega tu na wysokości 4800 m). Zdobyty po raz pierwszy 4 stycznia 1880 przez angielskiego podróżnika i andynistę Edwarda Whympera.
Chimborazo uznawany jest za szczyt najbardziej odległy od środka Ziemi. Warunkuje to znaczna wysokość i bliskość równika. Tereny położone na równiku są najdalej położone od środka Ziemi, odległość ta spada wraz ze zwiększaniem się szerokości geograficznej i najmniejsza jest na biegunach. Zmiany te wynikają z ruchu obrotowego Ziemi, który powoduje jej spłaszczenie biegunowe, do kształtu bliskiego elipsoidzie obrotowej.
W języku keczua Chimborazo oznacza „wielką śnieżną górę”.